# Берёзовка (нижний приток Медведицы)
Берёзовка (устар. Берёзовая) — река в России, протекает по Даниловскому и Фроловскому районам Волгоградской области. Длина реки составляет 59 км, площадь водосборного бассейна — 1030 км².
В 6,2 км от устья в Берёзовку впадает река Безымянная.
На реке находятся населённые пункты (от истока к устью): Атамановка и Малодельская.

## Течение
Исток реки расположен в границах хутора Дорожкин, на высоте около 140 метров над уровнем моря. Устье реки находится в 176 км по левому берегу реки Медведица.

## Государственный водный реестр
По данным государственного водного реестра России относится к Донскому бассейновому округу, водохозяйственный участок реки — Медведица от впадения реки Терса и до устья, речной подбассейн реки — Дон между впадением Хопра и Северского Донца. Речной бассейн реки — Дон (российская часть бассейна).